# Pettelaarpark
Pettelaarpark is een buurt, straat en industrieterrein in de gemeente 's-Hertogenbosch, in de Nederlandse provincie Noord-Brabant. De buurt bevindt zich in het stadsdeel Zuidoost. Een van de opvallendste gebouwen in het Pettelaarpark is het Provinciehuis Noord-Brabant aan de Brabantlaan.
De buurt heeft geen inwoners. Wel rijden er bussen vanaf een transferium naar de Parade en weer terug.